# Erik de Laval
Erik Patrick Honoré de Laval (* 28. April 1888 in Stockholm; † 9. November 1973 in Lidingö) war ein schwedischer Moderner Fünfkampfer und Militärattaché.

## Sportliche Karriere
Er startete bei den Olympischen Sommerspielen 1912 in Stockholm zusammen mit seinen beiden Brüdern Georg und Patrik im Modernen Fünfkampf und schied nach Disqualifikation im Reiten aus. Im Gegensatz zu seinen Brüdern nahm er auch 1920 an den Olympischen Spielen in Antwerpen teil. Er gewann die Schieß- und die Reitdisziplin, wodurch er im Endergebnis den zweiten Platz erreichte und damit Silber gewann.

## Offizierslaufbahn
Als Leutnant diente er vor dem Ersten Weltkrieg beim Königlich Schwedischen Artillerieregiment in Stockholm. Zu Beginn des Zweiten Weltkrieges war er als Militärattaché an der Schwedischen Botschaft in Polen beschäftigt. 1942 wurde er nach Washington, D.C. versetzt und bekleidete dabei den Rang eines Obersts. 1948 war er Teil einer UN-Mission in Damaskus anlässlich des Palästinakriegs.
De Laval schrieb später Bücher über die moderne Geschichte Polens und Józef Piłsudski.